# Susanne Thurn
Susanne Thurn (* 23. August 1947; † 8. Oktober 2021) war eine deutsche Geschichtsdidaktikerin. Sie war von 1990 bis 2013 Leiterin der Laborschule Bielefeld an der Universität Bielefeld.

## Leben
Sie studierte in Bonn (u. a.) bei der Historikerin und Didaktikerin Annette Kuhn. Nach dem I. Staatsexamen 1971 und Tätigkeiten in wissenschaftlichen Aufgaben begann Thurn 1978 an der Laborschule, die unter Hartmut von Hentig als Reformschule hervorgetreten war, als Lehrerin zu unterrichten. 1990 bis 2013 war sie die Leiterin der Schule. 1991 promovierte sie an der Universität Osnabrück mit der Dissertation „… und was hat das mit mir zu tun?“ Geschichtsdidaktische Positionen. Betreuer der Arbeit war der Historiker Hans-Jürgen Pandel. Seit 2003 war sie Honorarprofessorin an der Universität Halle-Wittenberg. Sie publizierte mehrere Unterrichtsvorschläge und geschichtsdidaktische Artikel sowie Sachkinderbücher. Dem traditionellen Geschichtsunterricht stand sie ablehnend gegenüber, weil weder die Inhalte noch die Methoden kindgemäß seien. Sie setzte sich besonders für die Alltagsgeschichte ein.
Zum Ende ihrer Schulleitung hat sie ein Fazit ihrer Arbeit gezogen, in dem sie der Laborschule eine hohe bildungspolitische Vorbildrolle zubilligt. 2019 hat sie beim neuen Bildungsprogramm in der Bildungskommission von Bündnis 90/Die Grünen in NRW mitgearbeitet.
Daneben wirkte sie über lange Jahre im Schulverbund Blick über den Zaun.
Sie hat nach Vorarbeiten in den 1970er Jahren 2003 den Briefwechsel zwischen Karl Kautsky und Eduard Bernstein mitherausgegeben.
Susanne Thurn war verheiratet mit dem Geschichtsdidaktiker Klaus Bergmann.

## Einzelbelege
1. ↑  Trauer um Prof. Dr. Susanne Thurn. In: uni-bielefeld.de. Abgerufen am 16. Oktober 2021.
2. ↑  Schule geht nicht ohne Eltern. Neue Westfälische, 2013, ehemals im Original (nicht mehr online verfügbar); abgerufen am 3. Oktober 2019. (Seite nicht mehr abrufbar. Suche in Webarchiven)
3. ↑  Bildung für das 21. Jahrhundert. Abgerufen am 2. September 2019 (deutsch).

| Personendaten    | Personendaten                   |
| ---------------- | ------------------------------- |
| NAME             | Thurn, Susanne                  |
| KURZBESCHREIBUNG | deutsche Geschichtsdidaktikerin |
| GEBURTSDATUM     | 23. August 1947                 |
| STERBEDATUM      | 8. Oktober 2021                 |